# Isurava
Isurava est une petite ville de Papouasie-Nouvelle-Guinée, située dans la province d'Oro, sur la piste de Kokoda. C'est le site de la bataille d'Isurava qui s'est déroulée du 26 au 31 août 1942, alors que les forces australiennes étaient repoussées vers Port Moresby par l'avancée japonaise. Le site actuel se trouve au nord du village de guerre. C'est le site du Mémorial d'Isurava, construit en 2002 en souvenir des Australiens et Papouan-néo-guinéens morts au combat sur la piste de Kokoda en 1942.
Le 11 août 2009, le vol 4684 d'Airlines PNG s'est écrasé dans une montagne de l'autre côté de la vallée d'Isurava, au-dessus du village de Misima. Il fit une remise de gaz de l'aéroport de Kokoda avant l'accident. Les 13 passagers et membres d'équipage sont décédés.